# Fondouk El Haddadine
Le fondouk El Haddadine (arabe : فندق الحدادين) ou fondouk des forgeons, est un ancien fondouk de la médina de Sfax situé près de Bab Jebli. Il en est l'un des monuments les plus importants.

## Localisation
Le fondouk se trouve dans le souk El Haddadine, duquel il a tiré son appellation, près de Bab Jebli et l'ancienne station caravanière dont il est le seul témoin encore existant. Il montre l'importance de la ville de Sfax durant la période médiévale comme station ou relais pour les caravanes et les commerçants.

## Histoire
Le fondouk El Haddadine est construit au IXe siècle, sous le règne des Hafsides. Il subit une première restauration durant le XVIIIe siècle.
Pendant des siècles, ce fondouk accueille les voyageurs, leurs marchandises et animaux. Au début du XXe siècle, avec le développement du commerce maritime et des moyens de transport à Sfax, le commerce des caravaniers est affecté. Pour s'adapter à la situation, les cellules du fondouk sont transformées en ateliers pour les ferronniers de la ville,.
En 2006, le fondouk subit une deuxième restauration pour un coût de 660 000 dinars par la municipalité de Sfax avec l'appui du ministère du Tourisme, de l'Association internationale des villes francophones et de l'Institut national du patrimoine.
Le 16 juin 2012, à la suite de la signature d'un accord entre la municipalité et le ministère de la Culture, le fondouk est placé sous la juridiction de ce dernier. À partir du 20 avril 2013, l'édifice ouvre ses portes en tant que centre culturel qui abrite régulièrement des événements variés (Journée internationale de la francophonie en Tunisie, soirées ramadanesques du Festival de la médina, etc.).

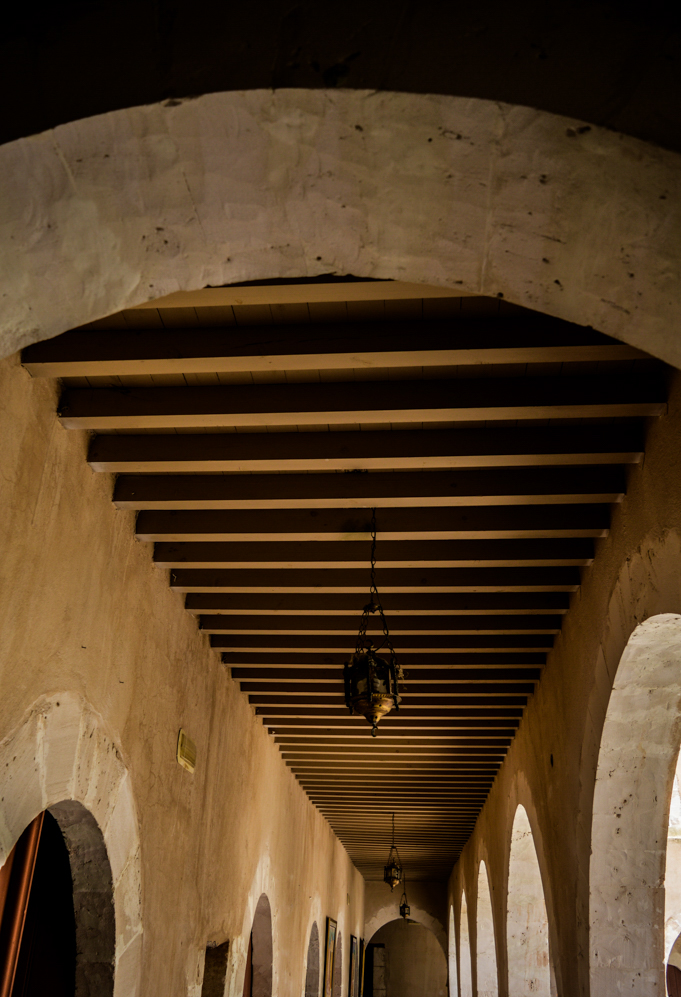
Toit du hall.

En 2016, et à la suite de la nomination de Sfax comme capitale arabe de la culture, un budget de 2,5 millions de dinars est alloué à la restauration de la médersa husseinite ainsi qu'au réaménagement du fondouk en un centre de métiers artisanaux.

## Architecture
L'entrée du monument se fait par un vestibule en couloir muni d'une grande porte en bois à portillon, encadrée d’un appareil en pierre de taille. On y trouve latéralement des banquettes maçonnées et des escaliers du côté gauche qui mènent au premier étage. Il donne accès à un vaste patio à ciel ouvert entouré de portiques à claveaux en grès coquillé, montés sur des piliers en calcaire. Ces derniers ouvrent sur des cellules couvertes en voûtes de plein cintre qui servaient de magasins réservés aux animaux des voyageurs et à leurs marchandises.
On y trouve aussi une deuxième cour de dimensions plus petites, appelée fnidqa (petit fondouk) et qui, selon certains historiens, était réservée au parcage des chameaux et autres bêtes de somme.
Le premier étage est divisé en 25 chambres qui pendant des siècles ont servi pour loger les voyageurs, les marchands et pèlerins.
Le fondouk El Haddadine, avec ses pierres de taille, ses couvertures, ses arcs en ogives et ses solives apparentes constitue un bon exemple de la maçonnerie traditionnelle avec ses techniques séculaires basées sur les matériaux locaux.